# Mohamed Slama
Mohamed Slama, né le 23 novembre 1984 à l'Ariana, est un footballeur tunisien évoluant au poste de milieu de terrain défensif.

## Carrière
- ?-juillet 2010 : Club sportif de Hammam Lif (Tunisie)
- juillet 2010-janvier 2013 : Club athlétique bizertin (Tunisie)
- janvier-août 2013 : Avenir sportif de La Marsa (Tunisie)
- août 2013-janvier 2014 : Al Nasr (Koweït)
- janvier 2014-janvier 2015 : Étoile sportive du Sahel (Tunisie)
- janvier-août 2015 : Club sportif de Hammam Lif (Tunisie)
- août 2015-janvier 2016 : Al Fehayheel (Koweït)
- janvier 2016-janvier 2017 : El Gawafel sportives de Gafsa (Tunisie)
- janvier 2017-juillet 2018 : Olympique de Béja (Tunisie)